# Banai tarsolylemez
A honfoglaló magyarságnak a Kárpát-medencében 895-ben való megtelepüléséhez köthetők a férfiak fegyverövén hordott bőrtarsolyok fedelét díszítő tarsolylemezek voltak, mely a magyarság színpompás ötvösművészetének legszebb emlékei közé tartoznak. Egykori tulajdonosaik a banai tarsolyhoz hasonló, kis méretű tarsolyokban hordták a tűzkészséget (csiholó, kova, tapló) és egyéb apró tárgyaikat. A honfoglalás kor egykori társadalmi elitjének férfi tagjai tarsolyuk lecsapódó fedelére szereltették fel a 10–13 cm magas és 8–11 cm széles, pajzs alakú díszlemezeket.

## történetük
Az első tarsolylemez 1868 nyarán a felvidéki Galgócon egy árokásáskor került elő. Rómer Flóris régész már a következő évben részletesen ismertette is a megtalált tárgyat, helyesen felismerve annak használati módját, egyúttal megjegyezve, hogy alakja erősen emlékeztet a huszárok tarsolyának formájára.
A későbbiek során az ország területéről több tarsolylemez is előkerült
A banai tarsolyhoz hasonló tarsolyokat a honfoglalás korának előkelő tagjai viselték, jellemezve viselőik rangját. 
Az első tarsolyok még textilből vagy bőrből készültek, s előlapjaiknak széles felületét hímzéssel, rátétdíszekkel, gyöngyökkel, rojtozással, illettre a bőrből  készültekét  domborítással, forró poncok beütögetésével, színes befűzésekkel, intarziával  díszítették. A bőrből  készült tarsolyok merevebb fedőlapja arra is alkalmas volt, hogy a középső bújtató köré (Bodrogszerdahely), néha a négy sarokba is (Újfehértó) fémdíszeket erősítsenek; a tarsolyoknak ez a veretes fajtája keleten is igen elterjedt volt. A fedőlap vereteit egyre inkább halmozták, olyan darabok is ismertek, amelyeken a veretek már csaknem egymásba érnek, köztük alig maradt szabad bőrfelület. A tarsolyok fejlődése éppen a honfoglalás idején jutott el  kiteljesedéséhez, amikorra már a legelőkelőbbek tarsolyait a korábbi  öntött veretek helyett az egész fedőlapot beborító nemesfémlemezzel díszítették. A vékony, könnyebben munkálható ezüstlemezeket ekkora finom, egyedi rajzolattal töltötték meg,  minden részletét aprólékos gondossággal kidolgozva.

## A banai tarsolylemez
A banai tarsolylemezre 1956 márciusában Savanyú György és Dömötör László talált rá Bana település határában kavicsbányászás közben egy honfoglaláskori temető egyik sírjának leleteként.
A tarsolylemez anyaga: ezüst előlap, vörösréz hátlappal. Mérete: 117x115 mm. A lelet ma a Magyar Nemzeti Múzeumban található.
A banai tarsolylemezt végtelen hálóba szőtt palmetták díszítik, melynek fonalát vésett vonallal szegélyezett szalagok alkotják. Az így kialakított rombusz alakú minták négy sarkuknál fonódnak a szomszédos mezőkhöz. Mindegyik belsejében alulról induló, ötlevelű levélcsokor ül. A palmettákat tartó rövid indaszárakat kettő, három, rövid függőleges erezet tagolja, amelyek végét beütött, kerek pont zárja le. A csokrok két alsó levele a keret ívét követve oldalra ágazik, a felfelé ívelő középső három levél egymásba fonódik. Ez utóbbiak középső levelét két függőleges erezet alkotja.